# Przegrzew wtórny
Przegrzew wtórny (zwany także przegrzewem międzystopniowym) – zabieg stosowany do podniesienia sprawności w siłowni parowej funkcjonującej według obiegu Rankine’a oraz w siłowni gazowej, której obiegiem porównawczym jest obieg Braytona-Joule’a. Pozwala on na pewne przybliżenie obiegu termodynamicznego siłowni do obiegu Carnota posiadającego największą sprawność dla danych temperatur dolnego i górnego źródła ciepła (karnotyzacja obiegu).

## Przegrzew wtórny w siłowni parowej
W przypadku siłowni parowej przegrzew wtórny polega na skierowaniu pary z powrotem do kotła parowego po rozprężeniu na wysokoprężnej części turbiny parowej. Para zostaje ponownie przegrzana, w wyniku czego jej entalpia rośnie. Para wtórnie przegrzana kierowana jest do części średnio- lub niskoprężnej turbiny, gdzie następuje dalsze rozprężanie pary do ciśnienia wylotowego.
W elektrowniach parowych kondensacyjnych, oprócz przyrostu sprawności, występuje inne korzystne zjawisko, mianowicie wzrost stopnia suchości pary na ostatnich stopniach turbiny dla tego samego ciśnienia wylotowego. Wzrost stopnia suchości oznacza, że w parze jest mniej wody, co zmniejsza problemy związane z wykraplaniem wody i ewentualną erozją łopatek ostatnich stopni turbiny, powodowaną przez krople wody.

## Przegrzew wtórny w siłowni gazowej
W siłowni gazowej przegrzew wtórny realizowany jest poprzez spalanie paliwa w drugiej komorze spalania, w wyniku czego czynnik obiegowy zostaje ponownie ogrzany. Spalanie paliwa w drugiej komorze spalania jest możliwe, jeśli spaliny zawierają jeszcze odpowiednio dużą ilość tlenu, potrzebną do spalenia dostarczonego paliwa. Po wtórnym przegrzaniu czynnika w drugiej komorze spalania następuje dalsze jego rozprężanie w części niskoprężnej turbiny do ciśnienia wylotowego. W przypadku silników turboodrzutowych wtórny przegrzew czynnika ma miejsce w dopalaczu, a rozprężanie czynnika odbywa się w dyszy wylotowej, co prowadzi do uzyskania znacznej prędkości na wylocie z silnika i wytworzenia dzięki temu bardzo dużego ciągu.

## Temperatura przegrzewu wtórnego
Zwykle temperatura czynnika na wylocie z przegrzewu wtórnego bliska jest temperaturze na wylocie z przegrzewu pierwotnego. Nieraz jest ona nieco wyższa z uwagi na niższe ciśnienia panujące w rurach przegrzewacza kotła i rurociągu, a więc i mniejsze obciążenie statyczne materiału (mniejsza skłonność do pełzania).